# Haus der Familie Qathros

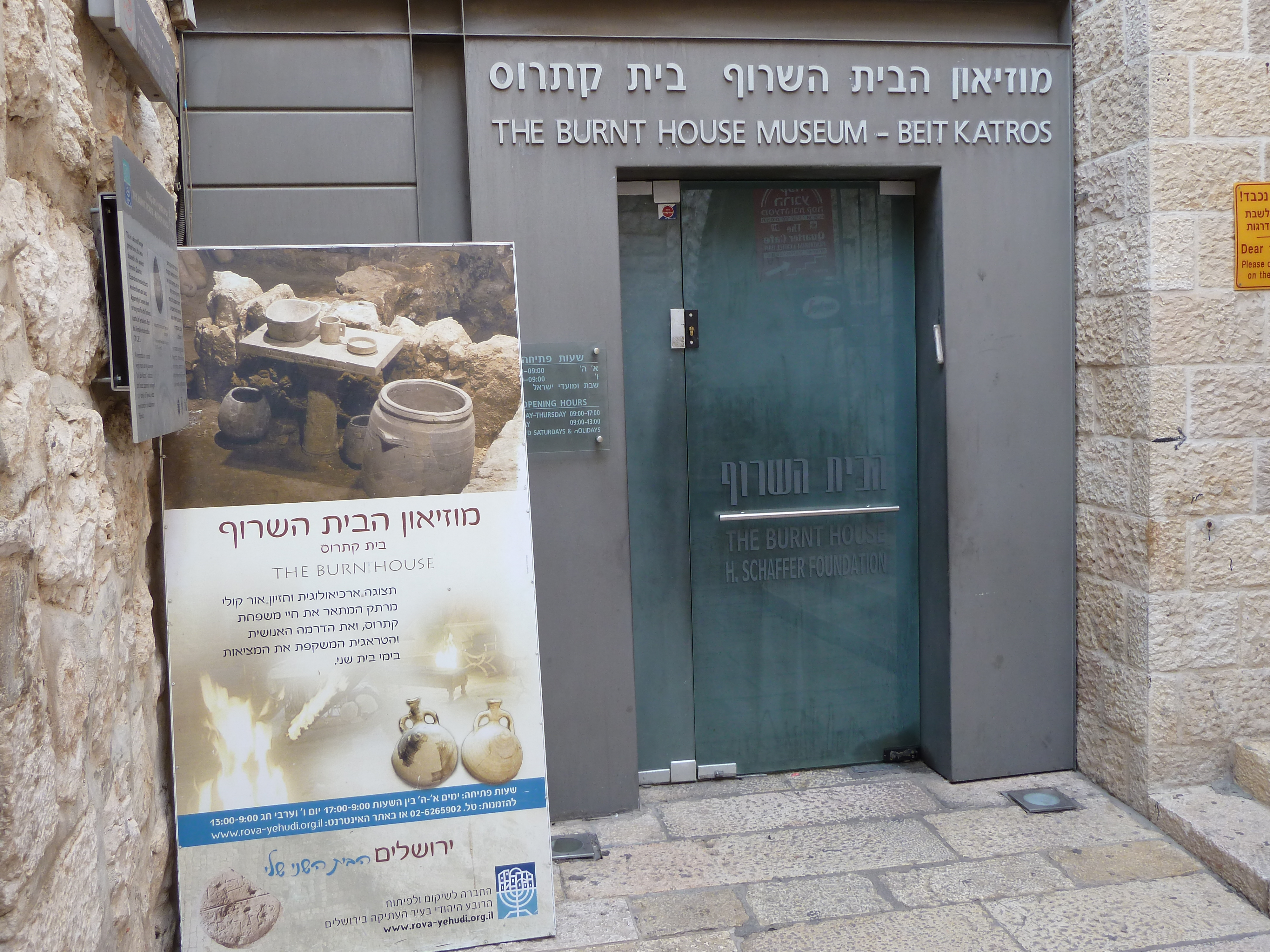
Eingang zu der archäologischen Stätte, die sich 6 Meter unter dem heutigen Straßenniveau befindet

Das Haus der Familie Qathros (hebräisch בית קתרוס Beit Katros, deutsch ‚Katros-Haus‘ bzw. hebräisch הבית השרוף englisch Burnt House) war ein antikes Wohnhaus in Jerusalem. Die von Nahman Avigad ergrabene archäologische Stätte ist heute ein Museum und befindet sich in der Straße Tiferet Israel, Nr. 13. Nach dem Sechstagekrieg bestand für israelische Archäologen erstmals die Möglichkeit, das Jüdische Viertel der Altstadt zu untersuchen. Dieser Teil der Altstadt war in antiker Zeit eine bevorzugte Wohnlage „auf gleicher Höhe mit dem Tempel, zu dem man Blickkontakt hatte und den man über die Brücke mühelos erreichen konnte.“

## Forschungsgeschichte
Was Nahman Avigad im Januar 1970 einer Reporterin der Jerusalem Post zeigte, erregte großes Interesse in der israelischen Öffentlichkeit: ein Haus in der Altstadt, ausgebrannt und eingestürzt, in dem Zustand, wie Titus’ Legionäre es im Jahr 70 n. Chr. zurückgelassen hatten. Zur emotionalen Wirkung der Ausgrabung trug auch der Fund des abgetrennten Armes einer etwa fünfundzwanzigjährigen Frau bei. Diese menschlichen Knochen wurden nach ihrer wissenschaftlichen Untersuchung beigesetzt.
Avigad führte die Ausgrabung im Auftrag des Ministeriums für Bau- und Wohnungswesen durch. 

## Museale Präsentation
Das heutige Museum trägt den Namen The Burnt House Museum – Beit Katros. Eine mehrsprachige Präsentation, die auch mittels Lichttechnik den Zerstörungsbrand andeuten will, macht die Besucher mit der antiken Geschichte des Hauses vertraut. Sie dauert etwa 30 Minuten und enthält neben einer historischen Dokumentation nachgestellte Szenen einer Jerusalemer Familie, in der zunächst – in scheinbarer Sicherheit – verschiedene Haltungen zu Widerstand, Gewalt und Verteidigung diskutiert werden. Während dieses „Familiendramas“ kommt die Nachricht, dass der für unzerstörbar gehaltene Tempel in Flammen stehe und chaotische Kämpfe begonnen hätten, in denen die Söhne tapfer die Stadt verteidigten. Gegen Ende artikuliert die antike jüdische Familie ihren Traum, dass eines Tages ihre Kinder an diesem Ort wieder spielen könnten.

## Das Haus

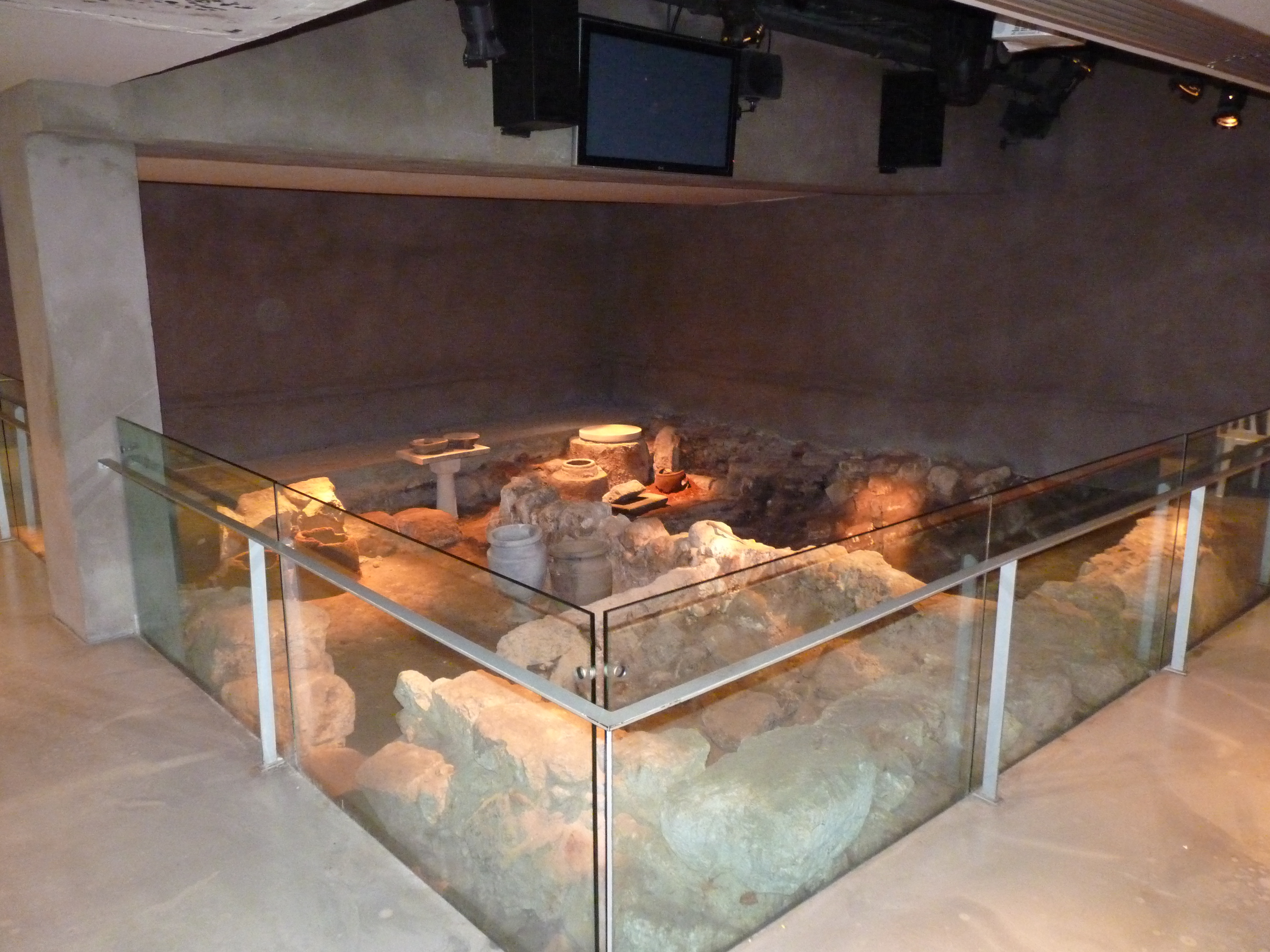
Museale Präsentation

In herodianischer Zeit (37 v. Chr. bis 70 n. Chr.) war das Gebäude mit Seitenlängen von etwa 13 bis 15 Metern ein recht luxuriöses Anwesen und hatte mehrere Stockwerke. Die archäologischen Spuren hier und an anderen Stellen der Oberstadt sprechen dafür, dass dieser ganze Bereich der Stadt in einem Großfeuer mit starker Hitzeentwicklung zerstört wurde, wobei alle organischen Materialien verbrannten, darunter die hölzernen Böden der oberen Stockwerke. Ihr Verlust machte die Mauern instabil und führte zum Einsturz des Hauses.
Erhalten blieben ein Innenhof und das Erdgeschoss mit einer Küche, einer Mikwe und vier Räumen (wahrscheinlich Werkstätten). Die verputzten Mauern sind bis zu 1 m hoch erhalten; der Fußboden aus gestampfter Erde zeigt Brandspuren. Für die Präsentation im Museum sind die Einzelfunde umgruppiert worden; der heute als Küche eingerichtete Raum wurde ursprünglich zu anderen Zwecken genutzt, die tatsächliche Küche des Hauses befindet sich unter dem Besucherpodium.
Außerdem legte Avigads Team auch eine 11 m lange Mauer in Läufer-Binder-Technik aus der Eisenzeit II frei, die 1,2 m breit und maximal etwa 3 m hoch war. Sie ist in der heutigen Ausstellung nicht zu sehen.

## Einzelfunde

### Steingefäße

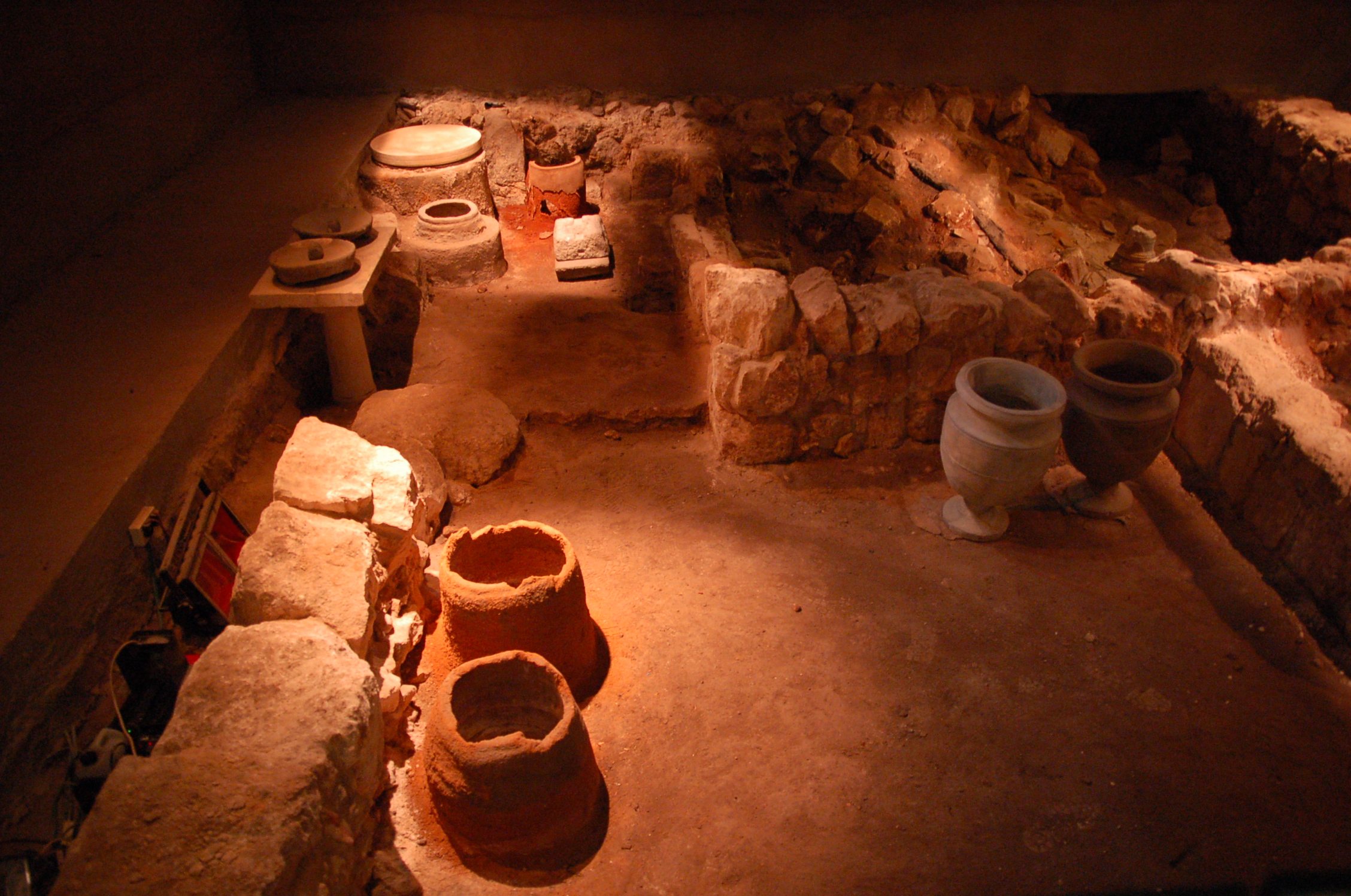
Im Vordergrund: Öfen, Steingefäße; im Hintergrund: die „Küche“

Es fanden sich Öfen, Basaltmörser, Kochtöpfe und viele Produkte der Jerusalemer Steinschneiderwerkstätten. Nach der These von Roland Deines, die sich allgemein durchgesetzt hat, sind solche Steingefäße speziell für die Erfordernisse des jüdischen Religionsgesetzes geschaffen worden, denn Stein kann, im Gegensatz zu Keramik, keine kultische Unreinheit annehmen. Steingefäße waren allerdings teuer, sodass in dem hier lebenden Haushalt einerseits ein hohes Interesse an kultischer Reinheit, andererseits Wohlstand anzunehmen ist; beides passt auf die Jerusalemer Priesteraristokratie.
Folgende Haushaltsgeräte wurden von den Steinschneiderwerkstätten angeboten: große Steinvasen, Maßbecher, Steinkisten, Gefäßdeckel und Tische (für die reichere Bevölkerung). Das Haus der Familie Qathros lieferte den Beweis, dass solche Objekte nicht Dekoration waren, sondern dem Alltagsgebrauch in einem auf kultische Reinheit bedachten Milieu dienten.
Die Steinschneiderei und Steindreherei im Raum Jerusalem erlebte mit der Ankunft der Römer einen starken Aufschwung. Das hatte auch mit neuen Technologien der Bearbeitung zu tun, die jetzt zur Verfügung standen, vor allem aber waren diese steinernen Gefäße nützlich „im Dienst der Reinheitsgebote, deren Bedeutung im Alltag gleichfalls rapide zunahm, wohl nicht zuletzt im Zusammenhang mit der neuen, zum Teil aus der babylonischen Diaspora stammenden Elite, die Herodes nach seinem Herrschaftsantritt nach Palästina holte.“
Das Interesse an Steingefäßen breitete sich von Jerusalem, vom direkten Umfeld des Tempels, in Bevölkerungskreise aus, die den Lebensstil der Jerusalemer Priesterschaft nachahmten. Daher gibt es entsprechende Gefäße in Qumran ebenso wie in pharisäischen Haushalten, was auch im Neuen Testament (Johannes 2,6 ) beiläufig erwähnt wird.

### Die Familie Qathros
Besonders interessant war für die Ausgräber ein Steingewicht mit der aramäischen Inschrift דבר קתרס, „gehörend zur Familie Qathros.“ Eine Familie dieses Namens wird im Talmud (Pesachim 57a) als eine von mehreren Familien der Priesteraristokratie unrühmlich erwähnt:

„Wehe mir wegen des Hauses Qathros, wehe mir wegen ihres Schreibrohrs! … Denn sie sind Hohepriester, ihre Söhne Schatzmeister und ihre Schwiegersöhne Tempelaufseher, und ihre Knechte schlagen das Volk mit Stöcken.“

Außer Parfumflakons deuten auch zwei römische Gemmen, die einen Skorpion bzw. die Gottheit Merkur darstellen, auf wohlhabende Bewohner. Ronny Reich vermutet, dass der Brandschutt von Plünderern durchsucht wurde, sodass größere wertvolle Objekte, die das Feuer überstanden hatten, geborgen wurden. So kam es hier zu einer Konzentration relativ schlichter Haushaltsgeräte, die für Plünderer uninteressant waren und den Lebensstil im Haus des Qathros nicht vollständig dokumentieren.

### Spuren der Zerstörung Jerusalems
Das Haus der Familie Qathros wurde offensichtlich bei der Eroberung Jerusalems durch die Römer zerstört: dafür sprechen die Aschenschicht, verkohlte Hölzer, zerschlagene Gefäße, Speerspitzen, die Reste einer Lanze und ein abgetrennter Arm eines Frauenskeletts. Letzterer ist der einzige Skelettfund im Stadtgebiet, der sich mit den Kampfhandlungen des Jahres 70 n. Chr. in Verbindung bringen lässt.
Folgende Münzen des Jüdischen Krieges wurden hier gefunden: 29 sind auf 2. Jahr (des jüdischen Krieges, beginnend 66 n. Chr.) datiert, 10 auf das 3. Jahr und drei auf das 4. Jahr (Schlussmünze also 69 n. Chr.). Dieser Befund passt also dazu, dass die Jerusalemer Oberstadt im Sommer 70 n. Chr. zerstört wurde.